# Fiat Uno (Typ 327)
Der Fiat Typ 327 (Verkaufsbezeichnung Fiat Uno, auch als Novo Uno bekannt) ist ein Kleinwagen den Fiat zwischen 2010 und 2021 als Nachfolger des Fiat Uno (Typ 146) im Werk Betim in Brasilien für Südamerika und andere Schwellenländer produzierte. Der Novo Uno soll ein moderner Ersatz des Uno sein, der zuletzt nur noch unter dem Namen Mille angeboten wurde. Technisch ähnelt der Novo Uno dem Fiat Palio (Typ 326) und dem in Europa produzierten Fiat Panda der dritten Generation.
Die Baureihe ist etwa gleich groß wie der ursprüngliche Uno-Nachfolger Fiat Punto, bietet aber innen mehr Platz. Es gibt ihn als drei- (seit 2011) und fünftürige Kombilimousine und als Lieferwagen, Uno Furgão oder Uno Van genannt. Der Van ist ein Dreitürer ohne  Rückbank und hintere Fenster.
Seit 2013 ersetzt ein neuer Fiorino auf Basis des Novo Uno seinen Vorgänger Fiat Fiorino 2.

## Technik, Ausstattungen
Im Novo Uno stehen zwei Ottomotoren zur Wahl, ein 999 cm³ großer HPP Fire Flex mit 53 kW/73 PS im Benzinbetrieb oder 55 kW/75 PS bei Ethanol-Kraftstoff-Betrieb und ein 1368 cm³ großer Evo Flex-Saug-Ottomotor mit 62 kW/85 PS im Benzinbetrieb oder 64 kW/88 PS bei Ethanol-Kraftstoffbetrieb. Ein Schaltgetriebe ist serienmäßig, auf Wunsch ist für den 1,4-Liter-Motor ein 4-Stufen-Automatikgetriebe mit Schaltpaddeln erhältlich.
Es sind vier Ausstattungsvarianten erhältlich: Die Basisausstattung Vivace, die Komfortausstattung Attractive, eine Schlechtwegeausstattung Way mit höher gelegter Karosserie, Rammschutz an der Front, Seitenbeplankungen, beplankte Radläufe und Dachreling, außerdem eine Sportausstattung Sporting mit besonderem Kühlergrill, Heckspoiler, um 20 mm tiefergelegter Karosserie und 15-Zoll-Leichtmetallrädern mit fünf Doppelspeichen.
Daneben wurden verschiedene Sondermodelle aufgelegt, die teilweise nur auf bestimmten Märkten erhältlich sind.
2014 kam eine überarbeitete Version des Uno auf den Markt. Das Modell wurde innen und außen leicht verändert. Seitdem war unter anderem auch eine Start-Stopp-Automatik erhältlich.

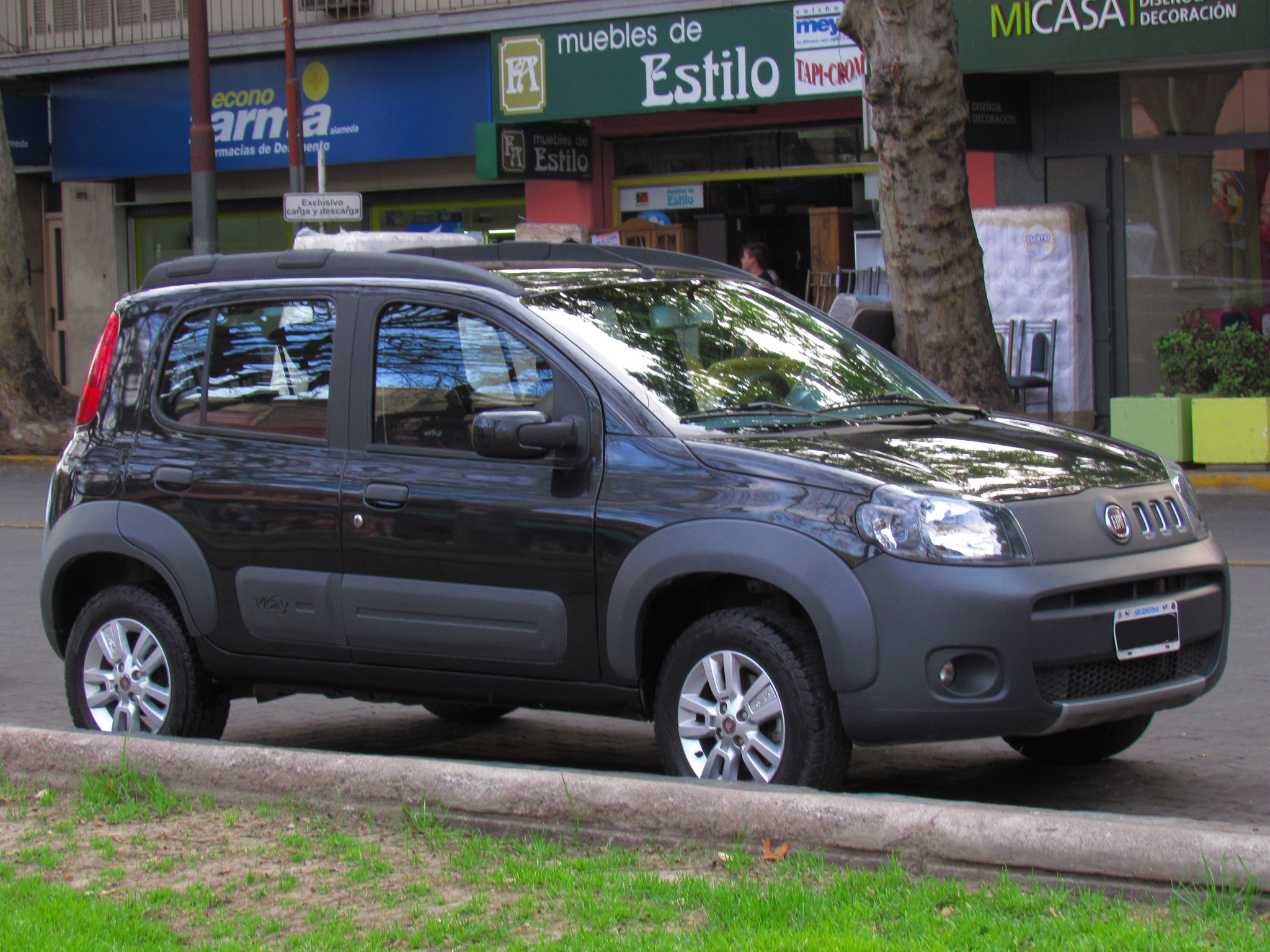
Uno Way (2010–2014)
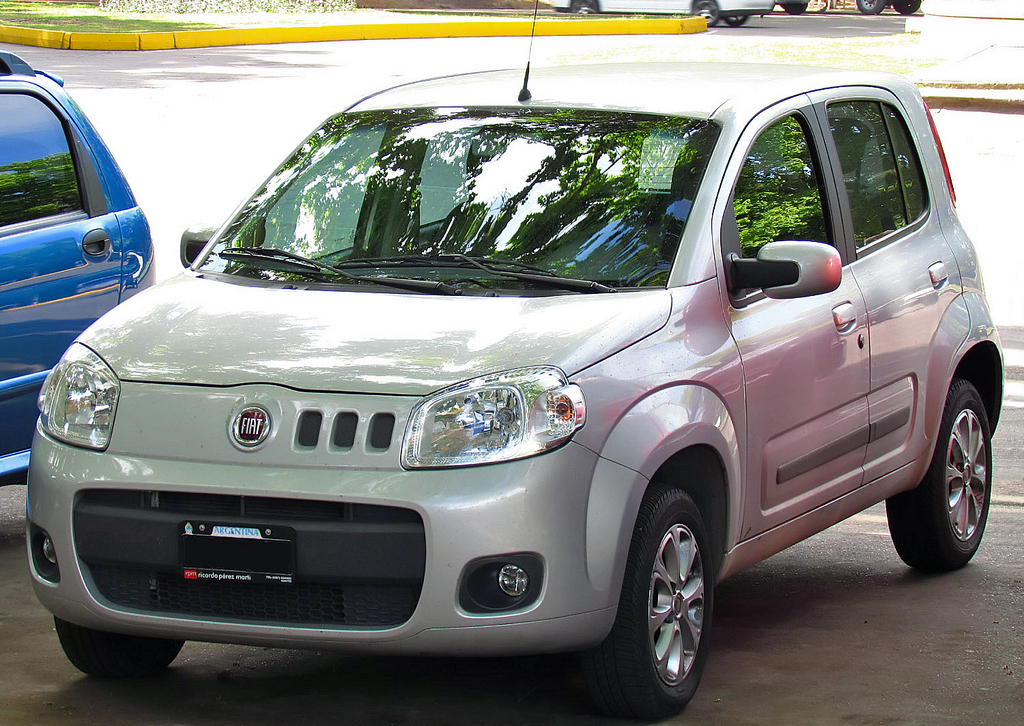
Uno 5-Türer (2010–2014)
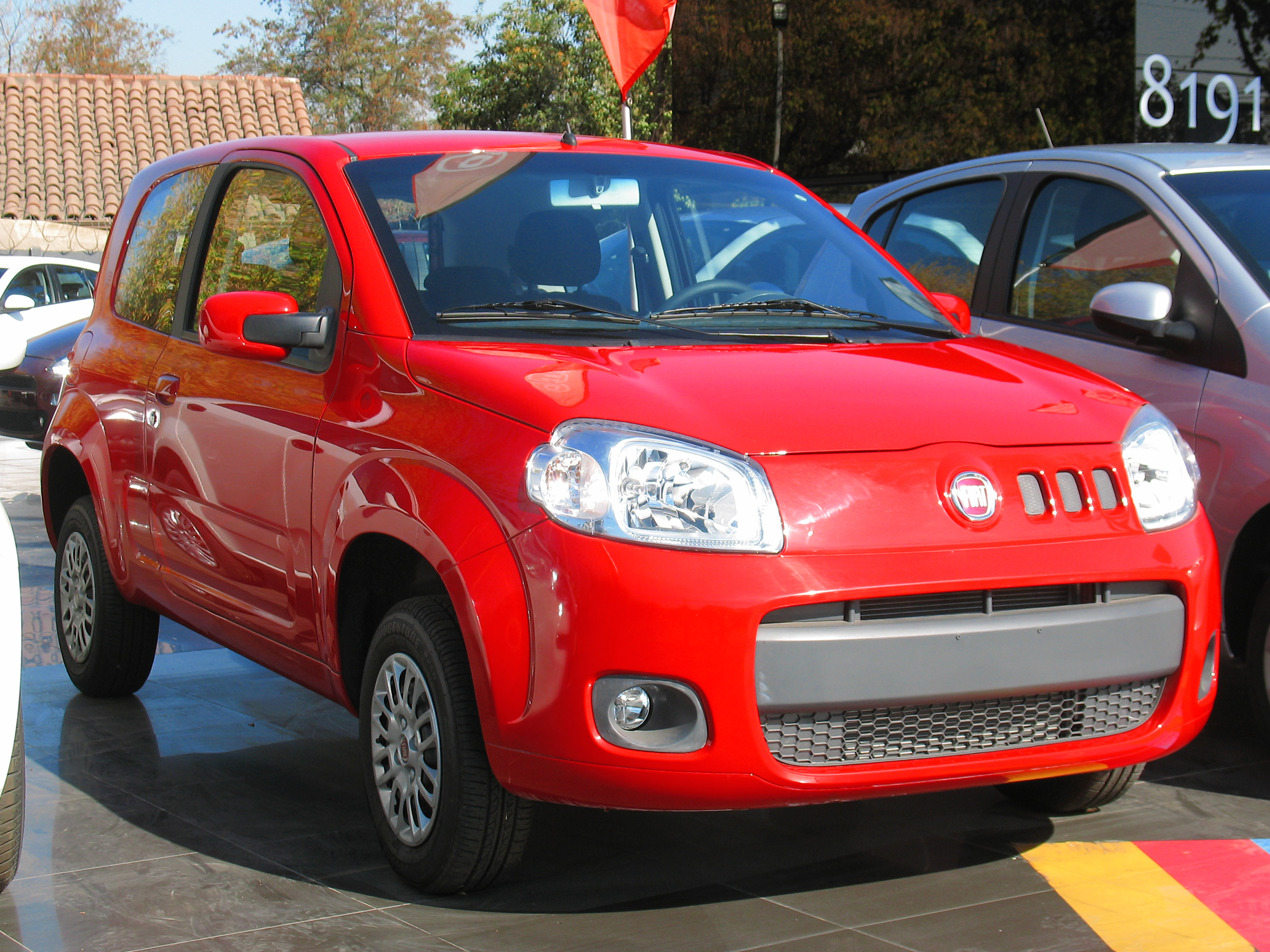
Uno 3-Türer (2010–2014)
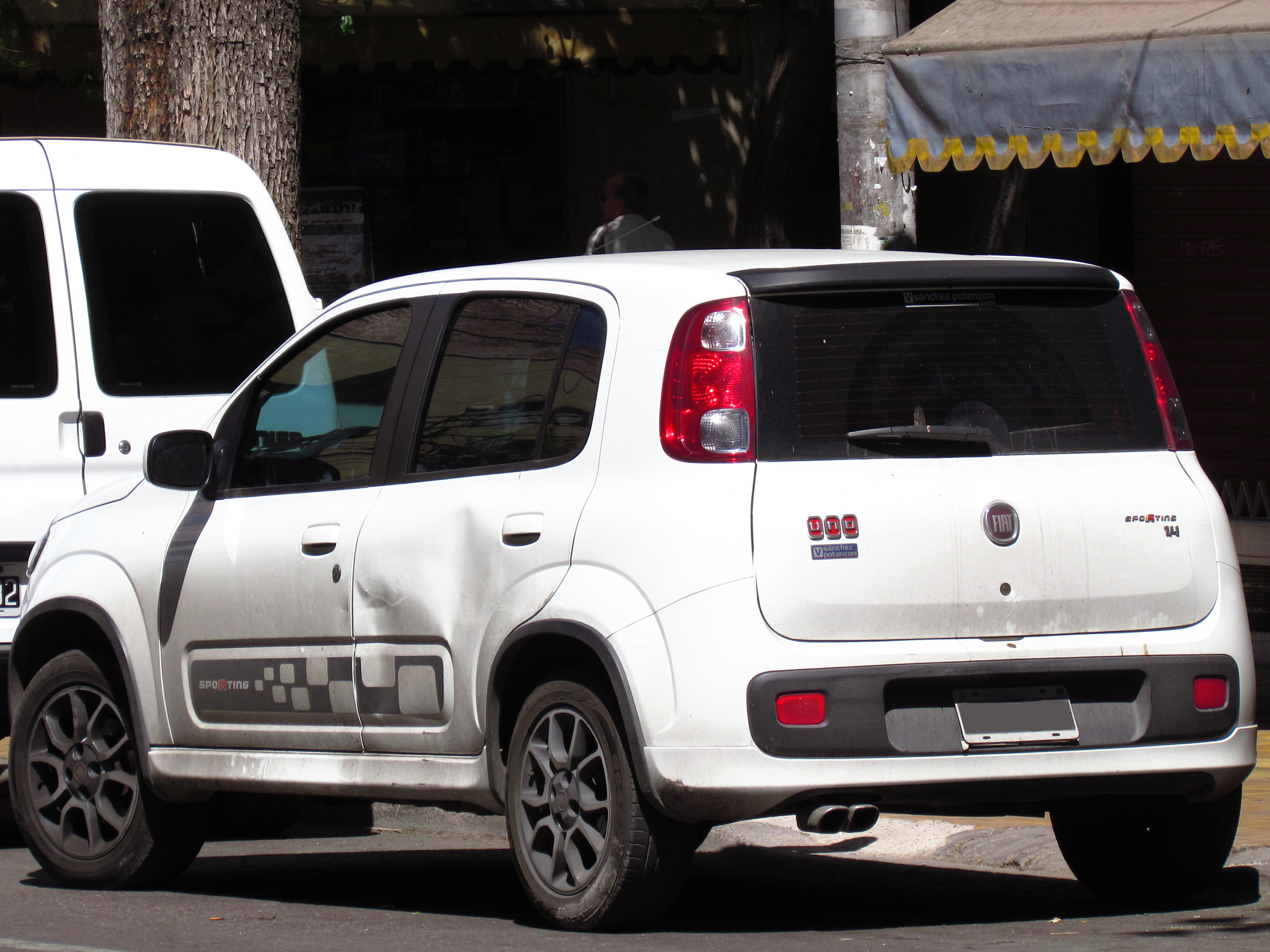
Uno Sporting (2010–2014)

## Technische Daten
|                            | 1.0 Evo            | 1.0 Evo Way        | 1.0                | 1.4 Evo            | 1.4 Evo Way        | 1.3 Sporting        | 1.3 Firefly        |
| Bauzeitraum                | 2015–2018          | 2015–2018          | 2018–2021          | 2015–2021          | 2015–2021          | 2017–2018           | 2017–2018          |
| Motorkenndaten             |                    |                    |                    |                    |                    |                     |                    |
| Motortyp                   | R4-Ottomotor       | R4-Ottomotor       | R4-Ottomotor       | R4-Ottomotor       | R4-Ottomotor       | R4-Ottomotor        | R4-Ottomotor       |
| Hubraum                    | 999 cm³            | 999 cm³            | 999 cm³            | 1368 cm³           | 1368 cm³           | 1332 cm³            | 1332 cm³           |
| max. Leistung bei min−1    | 55 kW (75 PS)/6250 | 55 kW (75 PS)/6250 | 57 kW (77 PS)/6250 | 65 kW (88 PS)/5750 | 65 kW (88 PS)/5750 | 80 kW (109 PS)/6250 | 73 kW (99 PS)/6000 |
| max. Drehmoment bei min−1  | 97 Nm/3850         | 97 Nm/3850         | 107 Nm/3250        | 123 Nm/3500        | 123 Nm/3500        | 139 Nm/3500         | 127 Nm/4000        |
| Kraftübertragung           |                    |                    |                    |                    |                    |                     |                    |
| Antrieb                    | Vorderradantrieb   | Vorderradantrieb   | Vorderradantrieb   | Vorderradantrieb   | Vorderradantrieb   | Vorderradantrieb    | Vorderradantrieb   |
| Messwerte                  |                    |                    |                    |                    |                    |                     |                    |
| Höchstgeschwindigkeit      | 153 km/h           | 151 km/h           | 157 km/h           | 164 km/h           | 167 km/h           | 177 km/h            | 165 km/h           |
| Beschleunigung, 0–100 km/h | 13,8 s             | 15,8 s             | 12,0 s             | 10,8 s             | 10,8–11,5 s        | 9,8 s               | 11,2 s             |